# Francesco Saverio Nitti
Francesco Saverio Nitti (Melfi, 19 de julio de 1868-Roma, 20 de febrero de 1953) fue un político y economista italiano.

## Biografía
Nacido el 19 de julio de 1868 en Melfi, fue profesor de la Universidad de Nápoles.
Miembro del Partido Radical, entró en la política en 1904 y ocupó las carteras de Agricultura, Industria y Comercio entre 1911 y 1914 y del Tesoro entre 1917 y 1919 en sendos gabinetes Giolitti y Orlando. Ocupó la presidencia del Consejo de Ministros entre el 23 de junio de 1919 y el 16 de junio de 1920; introdujo reformas en la ley electoral encaminadas a ampliar el sufragio.
Nitti, que tras el ascenso del fascismo estuvo exiliado desde 1924 en Suiza y Francia, falleció el 20 de febrero de 1953 en Roma.
Prestó atención en sus escritos a la cuestión del retraso del sur de Italia.